# 사우디 크라운 프린스컵
사우디 크라운 프린스컵(아랍어: كأس ولي العهد)은 사우디아라비아의 최상위 축구 토너먼트 대회이다. 사우디 킹스컵(아랍어: كأس الملك)은 1956년 창설된 사우디아라비아의 축구 토너먼트 대회였으나 빠듯한 시간적 제약으로 인해 1990년 사우디 크라운 프린스컵과 통합되었다.

## 우승 기록

### 사우디 킹스컵
- 1956/57 : 알와흐다        4-0 알이티하드
- 1957/58 : 알이티하드      3-0 알와흐다
- 1958/59 : 알이티하드      2-0 알와흐다
- 1959/60 : 알이티하드     3-0 알와흐다
- 1960/61 : 알힐랄        3-2 알와흐다
- 1961/62 : 알아흘리         1-0 알리야드
- 1962/63 : 알이티하드      3-0 알힐랄
- 1963/64 : 알힐랄        0-0 알이티하드      (승부차기 3-1)
- 1964/65 : 알아흘리         3-1 알이티파크
- 1965/66 : 알와흐다        2-0 알이티파크
- 1966/67 : 알이티하드      0-0 알나스르      (승부차기 5-3)
- 1967/68 : 알이티파크              4-2 알힐랄
- 1968/69 : 알아흘리        1-0 알샤바브
- 1969/70 : 알아흘리         2-0 알와흐다
- 1970/71 : 알아흘리         2-0 알나스르
- 1971/72 : 알아흘리         2–1 알나스르
- 1972/73 : 알나스르       1–0 알아흘리 (다른 기록에는 알아흘리의 우승)
- 1973/74 : 알나스르
- 1974/75 : 미개최
- 1975/76 : 알나스르         2-0 알아흘리
- 1976/77 : 알아흘리         3-1 알힐랄
- 1977/78 : 알아흘리         1-0 알리야드
- 1978/79 : 알아흘리         4-0 알이티하드
- 1979/80 : 알힐랄        3-1 알샤바브
- 1980/81 : 알나스르         3-1 알힐랄
- 1981/82 : 알힐랄        3-1 알이티하드 (다른 기록에는 알이티하드가 1-0으로 승리)
- 1982/83 : 알아흘리        1-0 알이티파크
- 1983/84 : 알힐랄        4-0 알아흘리
- 1984/85 : 알이티파크      1-1 알힐랄        (승부차기 3-1) (다른 기록에는 승부차기 점수 6-5)
- 1985/86 : 알나스르         1-0 알이티하드
- 1986/87 : 알나스르         1-0 알힐랄
- 1987/88 : 알이티하드      1-0 알이티파크
- 1988/89 : 알힐랄        3-0 알나스르
- 1989/90 : 알나스르

출처:

### 사우디 크라운 프린스컵
- 1956/57 :  알타가르       3-0     알오림피
- 1957/58 : 알이티하드      3-2 알타가르
- 1958/59 : 알이티하드      4-3 알와흐다
- 1959/60 : 알와흐다  ?-?    알이티하드
- 1960/61 : 서부       2-1 중부
- 1961/62 : 동부      2-1 서부
- 1962/63 : 알이티하드     6-2 알이티파크
- 1963/64 : 알힐랄        3-2 알와흐다
- 1964/65 : 알이티파크      3-0 알이티하드
- 1965/66 : 미개최
- 1966/67 : 서부       5-2 동부
- 1967/68 : 서부      4-3 중부
- 1968/69 : 중부    0-0 서부       (중부 팀이 승부차기 승)
- 1969/70 : 알아흘리  ?-?  알와흐다
- 1970/71 : 미개최
- 1971/72 : 미개최
- 1972/73 : 알나스르         2-1 알와흐다
- 1973/74 : 알나스르         1-0 알아흘리
- 1974/90 : 미개최
- 1990/91 : 알이티하드      0-0 알나스르         (연장 후 승부차기 5-4)
- 1991/92 : 알카디시야     0-0 알샤바브       (연장 후 승부차기 4-2)
- 1992/93 : 알샤바브       1-1 알이티하드      (연장 후 승부차기 5-3)
- 1993/94 : 알리야드       1-0 알샤바브       (연장전)
- 1994/95 : 알힐랄        1-0 알리야드
- 1995/96 : 알샤바브       3-0 알나스르
- 1996/97 : 알이티하드      2-0 알타이
- 1997/98 : 알아흘리         3-2 알리야드       (연장전)
- 1998/99 : 알샤바브       1-0 알힐랄
- 1999/00 : 알힐랄        3-0 알샤바브
- 2000/01 : 알이티하드      3-0 알이티파크
- 2001/02 : 알아흘리         2-1 알이티하드
- 2002/03 : 알힐랄        1-0 알아흘리
- 2003/04 : 알이티하드      1-0 알아흘리
- 2004/05 : 알힐랄        2-1 알카디시야
- 2005/06 : 알힐랄        1-0 알아흘리
- 2006/07 : 알아흘리        2-1 알이티하드
- 2007/08 : 알힐랄        2-0 알이티파크
- 2008/09 : 알힐랄        1-0 알샤바브 (연장전)
- 2009/10 : 알힐랄        2-1 알아흘리
- 2010/11 : 알힐랄        5-0 알와흐다
- 2011/12 : 알힐랄        2-1 알이티파크
- 2012/13 : 알힐랄        1-1 알나스르 (연장 후 승부차기 4-2)

## 클럽별 우승 기록
| 클럽       | 킹스컵 | 우승 년도                                                  | 크라운 프린스컵 | 우승 년도                                                              | 합계 |
| ---------- | ------ | ---------------------------------------------------------- | --------------- | ---------------------------------------------------------------------- | ---- |
| 알힐랄     | 6      | 1961, 1964,1980, 1982, 1984, 1989                          | 12              | 1964, 1995, 2000, 2003, 2005, 2006, 2008, 2009, 2010, 2011, 2012, 2013 | 18   |
| 알아흘리   | 10     | 1962, 1965, 1969, 1970, 1971, 1973, 1977, 1978, 1979, 1983 | 5               | 19571, 1970, 1998, 2002, 2007                                          | 15   |
| 알이티하드 | 6      | 1958, 1959, 1960, 1963, 1967, 1988                         | 7               | 1958, 1959, 1963, 1991, 1997, 2001, 2004                               | 13   |
| 알나스르   | 6      | 1974, 1976, 1981, 1986, 1987, 1990                         | 2               | 1973, 1974                                                             | 8    |
| 알이티파크 | 2      | 1968,1985                                                  | 1               | 1965                                                                   | 3    |
| 알샤바브   | 0      |                                                            | 3               | 1993, 1996, 1999                                                       | 3    |
| 알와흐다   | 2      | 1957, 1966                                                 | 1               | 1960                                                                   | 3    |
| 알리야드   | 0      |                                                            | 1               | 1994                                                                   | 1    |
| 알카디시야 | 0      |                                                            | 1               | 1992                                                                   | 1    |

1알타가르의 우승 기록 포함